# Éclipse solaire du 31 juillet 2000
L'éclipse solaire du 31 juillet 2000 est une éclipse solaire partielle.

## Visibilité

Animation de l'éclipse du 31 juillet 2000.

Cette éclipse toucha en premier l’extrême nord de la Sibérie, ainsi que l'Océan Arctique et le nord du Groenland. Ensuite elle concerna la partie ouest de l'Amérique du Nord ; ainsi dans cette dernière région, il y eut deux éclipses partielles qui se suivirent à une saison d'éclipses d'intervalle, avec celle du 25 décembre 2000.